# 차이냐오
차이냐오(Cainiao, 정식 명칭: Cainiao Smart Logistics Network Limited, 菜鸟网络科技有限公司, 이전 사명: China Smart Logistics Network)는 알리바바 그룹이 8개 기업과 공동으로 2013년 5월 28일 설립한 중국 물류 기업이다. 2024년 3월 26일, 차이냐오 지분 약 64%를 보유한 알리바바는 나머지 36%의 차이냐오 지분을 인수할 것이라고 발표했다. 2018년 5월 기준, 차이냐오는 1,000억 위안(약 1,000억 원)의 기업 가치를 지닌 중국 최대 유니콘 기업 중 하나였다.
차이냐오는 중국 전역에 24시간 이내 배송을 보장한다. 또한 다른 물류 기업과 자원을 공유한다.